# Sarah Bernhardt

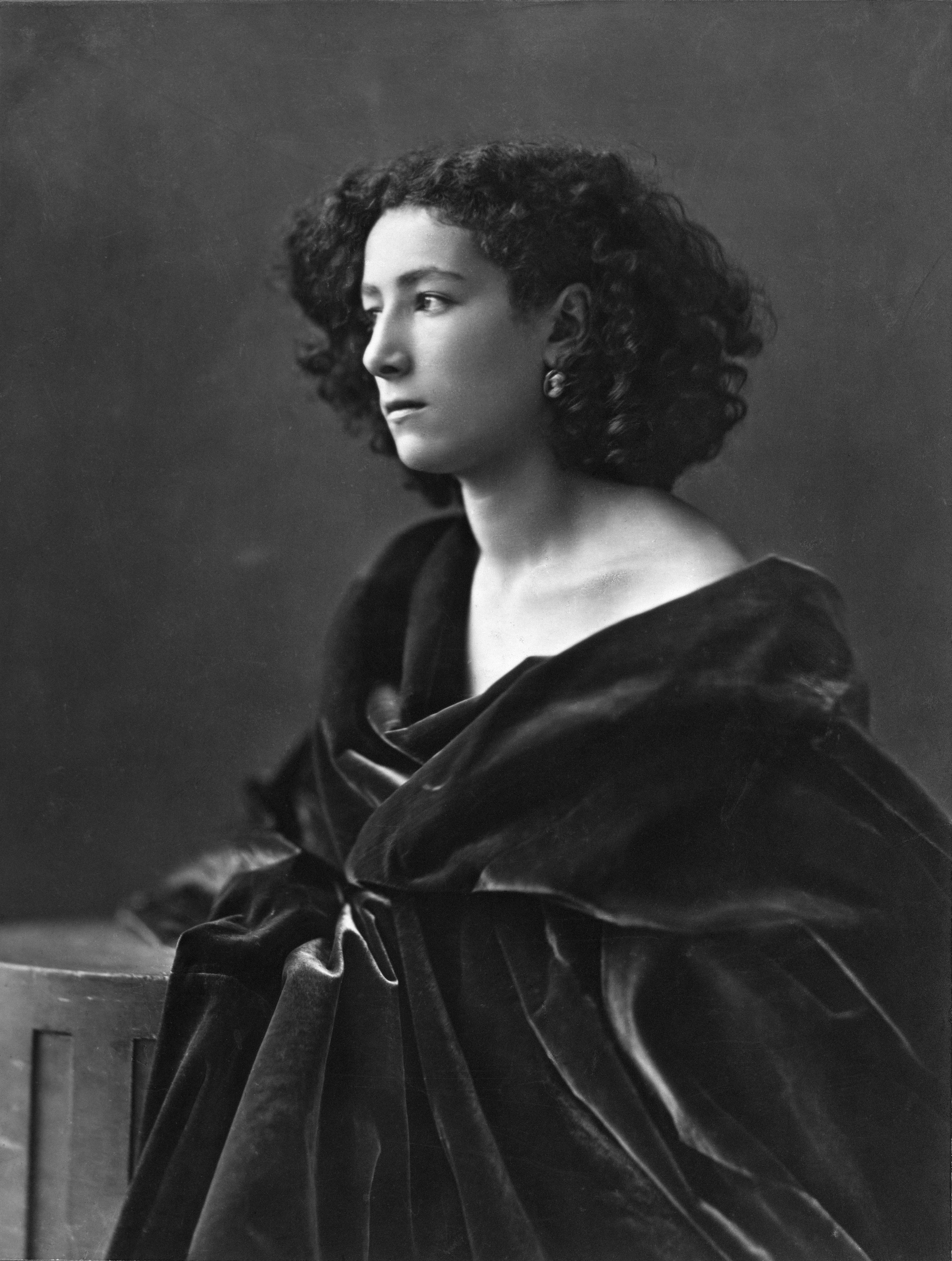
Sarah Bernhardt

Sarah Bernhardt (franska: [sa.ʁa bɛʁ.nɑʁt];), ursprungligen Sara Marie Henriette Rosine Bernard, född 22 oktober 1844 i Paris, död 26 mars 1923 i Paris, var en fransk skådespelare och en av sin tids största celebriteter.

## Biografi

### Barndom och utbildning
Sarah Bernhardt föddes i Latinkvarteret i Paris som dotter till den holländska modisten och kurtisanen Julie Bernard;fadern var okänd. Hon växte upp på en flickpension och i ett kloster, och hon drömde om att bli nunna när hon blev stor. En av moderns inflytelserika älskare, hertig Charles de Morny, ville att hon skulle bli skådespelare istället och såg till att hon kom in på Conservatoire de Paris redan som 15-åring (1859/1860). Hertigen var halvbror till Napoleon III.

### Teaterroller
Efter två år på skolan, och tack vare hertigens inflytande, fick hon en praktikantplats på Comédie-Française. Men hon fick sluta redan efter ett år på grund av att hon örfilat en äldre skådespelerska som hade förolämpat hennes syster. Hon blev anställd vid Théâtre du Gymnase-Dramatique och sen vid Théâtre de l'Odéon. Det var under sina sex år på Théâtre de l'Odéon hon började nå framgång och uppmärksamhet. Hennes första succéroll var som Anna Damby i pjäsen Kean av Alexandre Dumas den äldre, något som hon följde upp med rollen som Cordelia i Shakespeares Kung Lear. François Coppées Le passant, där hon gjorde rollen som trubaduren Zanetto, blev en stor succé. Kejsaren, som såg föreställningen, sände en diamantbrosch med sina initialer till Sarah Bernhardt .
Hon återanställdes 1871 vid Comédie-Française och blev där snart den främsta tragédiennen sedan Rachels dagar och antogs till societär 1875. Hennes glansroller blev Phèdre, Zaïre (Voltaire), hjältinnan i La fille de Roland (av Bornier), Berthe de Savigny i Feuillets Le sphinx, Chérubin, Doña Sol i Hugos Hernani, Andromaque och Mrs. Clarkson i L’étrangère (av Dumas den yngre).
I sin titelroll i operan Fedora bar hon som prinsessa en herrhatt. Detta skapade hattmodet med Fedora.

### Sjukvård
Under fransk-tyska kriget fick Bernhardt idén att starta ett sjukhus på Théâtre de l'Odéon, och hon lyckades använda sina kontakter för att få ihop donationer. Polischefen donerade många basförnödenheter. Familjen Rothschild donerade vin och konjak och familjen Menier stora mängder choklad. Den holländska ambassadören donerade linne och från andra vänner fick hon ihop andra förnödenheter som mjöl och sardiner. Hennes egen kokerska lagade all mat och kokerskans make körde den hästdrivna ambulansen. Bernhardt och två andra skådespelerskor vårdade och tog hand om hundratals skadade, medan belägringen av Paris pågick utanför. De fick vissa perioder söka skydd nere i teaterns källare.

### Äktenskap och barn
Hon fick sonen Maurice Bernhardt 1864 i en utomäktenskaplig relation med den belgiske fursten Eugène de Ligne. Prinsen friade till henne men hans familj förbjöd äktenskapet och tvingade henne att avsluta förbindelsen. År 1882 gifte Bernhardt sig med en grekisk skådespelare, Aristidès Damala, men denne avled redan 1889, 34 år gammal.

### Teaterdirektör
Bernhardt övertog 1882 tillsammans med sin son Maurice Bernhardt Ambigu-teatern i Paris. Samma år satte hon upp Sardous Fédora på Vaudeville-teatern och köpte 1883 Porte-Saint-Martin-teatern, där hon bland annat spelade Froufrou och Marguerite Gautier. Sardou skrev de historiska skådespelen Théodora (1884; mer än 300 representationer på rad) och La Tosca (1887) för Bernhardt. Hon blev direktör för Renaissance-teatern 1893 och öppnade 1899 Sarah-Bernhardt-teatern i gamla Théâtre lyrique vid Châtelet-torget, där hon själv gav gestalt åt de manliga huvudrollerna i Hamlet och Rostands "L’Aiglon". Hon hade stor ekonomisk framgång med sina teaterföretag

### Resor

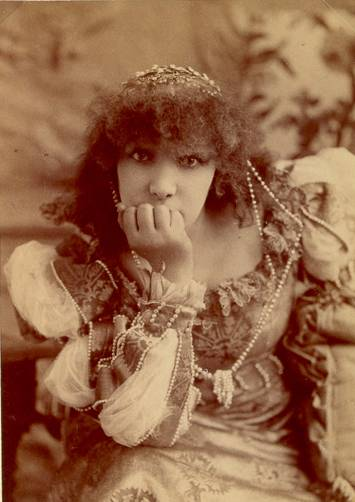
Sarah Bernhardt fotograferad av Sarony Napoleon

På grund av sina omtalade egenheter råkade hon i onåd hos teaterns styrelse 1879. Hon följde ändå med truppen på en turné till London samma år och vann där stor framgång. Våren 1880 bröt hon sitt kontrakt med Théâtre français och dömdes därför till höga böter men blev trots det ännu mer känd. Hon uppträdde åter i England och fick stora inkomster på en konstresa i Nordamerika. Hon utsträckte därefter sina triumffärder till södra Frankrike, Italien, Holland, Österrike, Ryssland, Danmark med flera länder. Den 24 maj 1883 kom hon till Stockholm, och tog med ett sällskap på 22 personer in på Grand Hotel. Hon uppträdde därefter den 29 och 30 maj på Kongl. Stora Theatern med Fédora (Victorien Sardou) i fyra akter. Sarah Bernhardt besökte även kung Oscar II och mottog medaljen Litteris et Artibus med kunglig krona i briljanter.
Hon åkte till England och Amerika och tjänade mycket pengar men hon  slösade bort det lika fort. Till hennes triumfer lades Cléopatre (av Sardou och Moreau) och Jeanne d’Arc (av Barbier), bägge 1890. 1891-93 besökte hon Nord- och Sydamerika, Australien och flera av Europas huvudstäder.  1902 uppträdde hon åter i Stockholm och för första gången i Berlin, som hon dittills hade undvikit på grund av ett visst tyskhat.  Sarah Bernhardt var på scen en magnetisk personlighet. Hennes spel hade enligt tidens kritiker en förvånande makt att väcka känslor; i dödsscener utvecklade hon en realism och ett patos av högst raffinerad art. Hennes "gyllene röst kan än kuttra som en turturdufva, än rasa som en tiger".

### Film
Bernhardts förhållande till filmen var ambivalent. Hon gjorde filmdebut 1900 i Le Duel d'Hamlet och förklarade efter inspelningen att hon hatade detta medium. Trots det spelade hon 1908 in filmen La Tosca och under 1910-talet ytterligare ett antal filmer.

### Bildhuggeri, måleri, skrivande

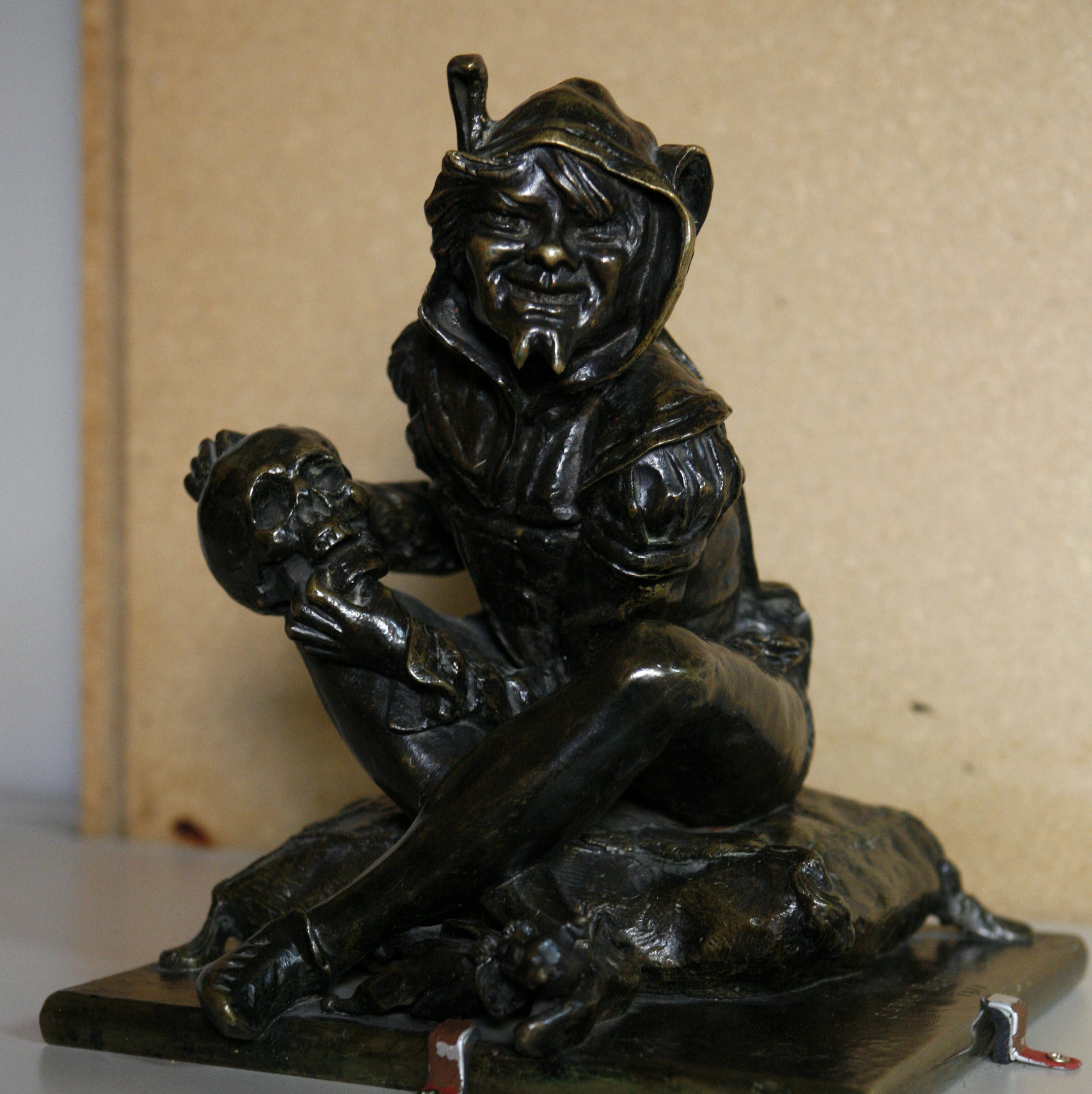
Ett av Sarah Bernhardts verk, med en rollfigur från pjäsen Kungen roar sig.

Sarah Bernhardt sysslade även med bildhuggarkonst och utställde byster i brons och marmor samt gruppen "Efter stormen" (i gips) med mera. Hon sysslade även med måleri, skrev ett par teaterpjäser och skildrade en uppstigning i ballon captif (Dans les nuages, 1878). I april 1904 började hon offentliggöra sina memoarer i den engelska tidskriften The Strand magazine.

### Sjukdom och död

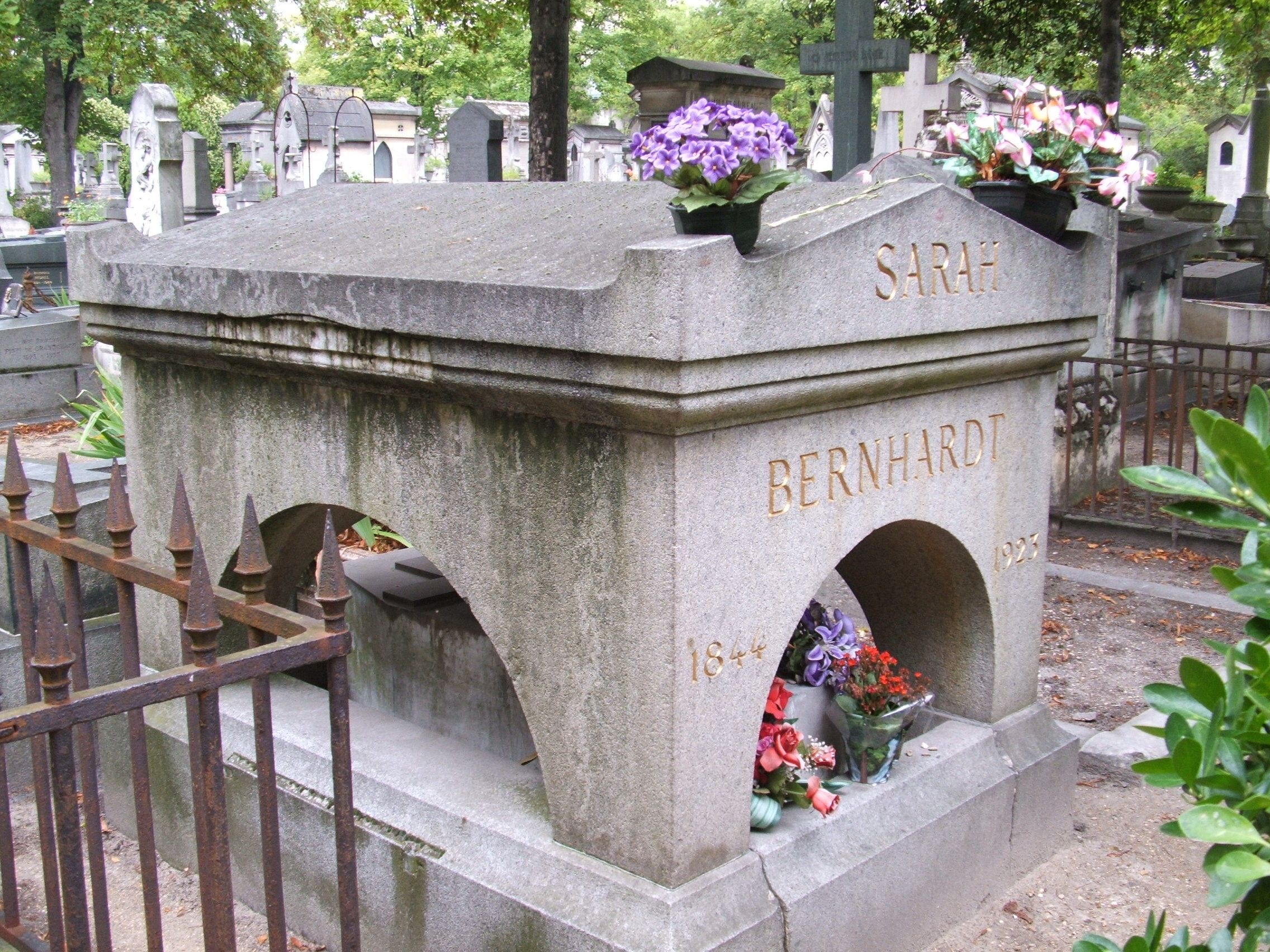
Sarah Bernhardts grav

När Bernhardt var 71 år gammal drabbades hon av svåra smärtor i ett ben som hon skadat när hon ramlat från en balustrad. Benet hade gipsats men läkte ej utan angreps av kallbrand och läkarna tvingades amputera. Hon fortsatte sin skådespelarkarriär haltande på träben alternativt buren i en bärstol. 1923 spelade hon in sin sista film, La Voyante, som spelades in i hennes hus, som mer eller mindre gjordes om till en filmstudio. Hennes hälsa blev allt svagare under inspelningen, och hon beställde en likkista i rosenträ, klädd med vitt siden; hon provlåg den ofta, då hon draperade sig med vackra blommor, och sov i den till och från.
När hon avled, nästan 79 år gammal, fördes hon genom Paris till Père-Lachaisekyrkogården, och gatorna kantades av hundratusentals människor. Hon har en stjärna på Hollywood Walk of Fame vid 1751 Vine Street.
Nedslagskratern Bernhardt på planeten Venus är uppkallad efter henne.

## Filmografi
- 1900 – Le Duel d'Hamlet
- 1908 – La Tosca
- 1911 – La Dame aux camélias
- 1912 – Les Amours de la reine Élisabeth
- 1913 – Adrienne Lecouvreur
- 1915 – Jeanne Dore
- 1917 – Mères françaises
- 1923 – La Voyante